# 香港大專辯論賽
香港大專辯論賽（英語：Inter-collegiate Debate Competition，簡稱大專盃）是大專辯論賽籌委會主辦的粵語辯論比賽，以「衝出校園，關心社會」作口號。比賽籍辯論形式，鼓勵大專同學關心、探討香港社會事務，提高分析能力和辯論技巧，為香港大專辯論界最具代表性的賽事。大專辯論賽每年舉行一次，設有冠、亞、季軍（兩隊）及最佳辯論員獎項，得獎隊伍或同學會獲大會送出獎學金及獎盃乙個。初賽多於各大院校進行，準決賽及決賽現多在暑假期間在各大專院校或租用公開場地舉行。

## 歷史
香港大專辯論歷史可追溯至由1972年起舉辦的「兩大辯論賽」。大專辯論賽自1984年成立起始，參賽院校已包括當時兩所大學香港大學及香港中文大學以外的專上院校。比賽初期，香港電台由戴建文先生親自到各大院校舉辦講座，並派發港大中文系教授陳耀南博士準備的參考資料。除此之外，大專辯論賽亦曾設每年主題。例如1986年的主題為「民權與民主」、1991年的主題為「九十年代香港發展動向」、1993年的主題為「九十年代的香港發展」，而1994年的主題則為「立足香港，放眼世界」，其後口號固定為「衝出校園，關心社會」至今。設立每年主題目的與當年賽制有關，因為早年決賽會於早上方公佈與主題相關的辯題，並在當日下午比賽。早於1985年，樹仁學院及嶺南學院已有代表作賽。1988年，恆生商學院曾派代表參賽。1991年，香港科技大學成立並參與賽事。賽事亦橫跨九十年代多間院校升格大學的過程。1994年，香港城市理工學院、香港理工學院及香港浸會學院分別改以香港城市大學、香港理工大學及香港浸會大學名義作賽。香港教育學院前身的多間師範學院亦曾參賽，並於1994年改以前者名義作賽。1999年，嶺南學院升格嶺南大學後首次以大學名義參賽，隨即獲得同年大專盃季軍。2007年，私立院校樹仁學院升格後改以香港樹仁大學名義作賽。2013年，時值大專辯論賽成立三十週年，港台製作特備節目「辯論宗師」，邀請不同年代辯員分享比賽心得及重溫當年經歷。2014年，珠海學院首次加入作賽，參賽院校數目增至現時的十間。。2016年中香港教育學院正式升格為香港教育大學，年初該校最後一次以教院名義作賽，並於大專辯論賽2017正式以教大名義參賽。
2020年大專辯論賽，由於新冠肺炎疫情，多次延期，於完成初賽後，由於未能安排準決賽及決賽賽期，該屆賽事被迫終止。
2021年，香港公開大學首度參賽，即躋身四強，並獲得季軍。2021年11月12日，大專辯論賽籌委會宣佈港台不再協助舉辦準決賽及決賽，停止合作關係。不過該會表示會繼續舉辦大專盃。2022年香港恒生大學重新參與大專辯論賽，珠海學院自大專辯論賽2023退出。
自2024年起，由救世有限公司(救世口罩)贊助大專辯論賽準決賽及決賽的經費。

## 目的[1]
- 推廣大專同學辯論風氣、提高辯論水準及分析能力。
- 鼓勵大專同學認識及關心社會事務。
- 推動市民關注社會事務。

## 參賽院校及奪冠次數[1]
| 辯論隊       | 奪冠次數 | 年份                                                 |
| ------------ | -------- | ---------------------------------------------------- |
| 香港大學     | 9        | 1984、1986、1987、1995、1997、2000、2017、2018、2021 |
| 香港中文大學 | 9        | 1989、1990、1991、1996、1997、1999、2001、2007、2013 |
| 香港科技大學 | 3        | 2003、2010、2011                                     |
| 香港浸會大學 | 6        | 1988、1993、1994、2005、2008、2024                   |
| 香港城市大學 | 2        | 2002、2023                                           |
| 香港理工大學 | 5        | 1985、1992、1998、2012、2015                         |
| 香港樹仁大學 | 2        | 2004、2014                                           |
| 嶺南大學     | 4        | 2006、2016、2019、2022                               |
| 香港教育大學 | 1        | 2009                                                 |
| 珠海學院     | 0        |                                                      |
| 香港都會大學 | 0        |                                                      |

1 粗體字為雙冠軍、斜體字為正名大學前奪冠。
2 最長衛冕記錄：香港中文大學（3次，1989-1991）。

### 曾經參賽院校
- 香港城市理工學院（現為香港城市大學）
- 香港理工學院（現為香港理工大學）
- 香港浸會學院（現為香港浸會大學）
- 香港樹仁學院（現為香港樹仁大學）
- 羅富國師範學院（現為香港教育大學）
- 柏立基教育學院（現為香港教育大學）
- 葛量洪教育學院（現為香港教育大學）
- 香港工商師範學院（現為香港教育大學）
- 恒生商學院（現為香港恒生大學）
- 香港公開大學（現為香港都會大學）
- 珠海學院

## 賽制
以單辯題的形式進行，即比賽只有一條辯論題目。

### 初賽
自大專辯論賽2021大專盃初賽分3組進行(過往分A、B組進行修改單循環形式進行)，對賽成績最好的四隊可以進入準決賽。初賽發言時間：雙方主辯、第一副辯、第二副辯各4分鐘，台下發問每方各3條，發問1分鐘，準備時間1分鐘，回答1分鐘。自由辯論從2003年起引入，雙方各2分30秒。結辯時間為4分30秒
| 主辯  | 第一副辯 | 第二副辯 | 台下發言 | 答辯準備時間 | 答辯  | 自由辯論 | 結辯    |
| ----- | -------- | -------- | -------- | ------------ | ----- | -------- | ------- |
| 4分鐘 | 4分鐘    | 4分鐘    | 1分鐘    | 1分鐘        | 1分鐘 | 2分30秒  | 4分30秒 |

### 準決賽及決賽
發言時間：雙方主辯、第一副辯、第二副辯各3分鐘。台下發問每方各兩條，發問45秒，準備時間45秒，回答45秒。自由辯論雙方各2分15秒。結辯時間3分15秒。
| 主辯  | 第一副辯 | 第二副辯 | 台下發言 | 答辯準備時間 | 答辯 | 自由辯論 | 結辯    |
| ----- | -------- | -------- | -------- | ------------ | ---- | -------- | ------- |
| 3分鐘 | 3分鐘    | 3分鐘    | 45秒     | 45秒         | 45秒 | 2分30秒  | 3分15秒 |

## 歷屆決賽

### 圖例
：奪冠隊伍。  ：負方同時獲得最佳辯論員獎項。 #：代表該院校首次奪冠。
| 年份 | 正方           | 比分          | 反方          | 決賽辯題                                                 | 最佳辯論員                      | 決賽場地                                        | 詳情                                         |
| ---- | -------------- | ------------- | ------------- | -------------------------------------------------------- | ------------------------------- | ----------------------------------------------- | -------------------------------------------- |
| 1984 | 香港大學 #     | 5:0           | 香港浸會學院  | 開放中央政制，直接選舉 較間接選舉更適合香港情況          | 反方 戴伯成 正方 黃偉綸         | 維多利亞公園                                    | [ 13 ] [ 14 ]                                |
| 1985 | 香港理工學院#  | 香港理工學院# | 香港理工學院# |                                                          |                                 | 維多利亞公園                                    | [ 6 ]                                        |
| 1986 | 香港大學       | 香港大學      | 香港大學      | 市政局及區域市政局應該取消                               |                                 |                                                 |                                              |
| 1987 | 香港大學       | 香港大學      | 香港大學      | 八八年香港立法局主席應繼續由港督擔任                     | 正方 卓惠蓮                     | 維多利亞公園                                    | [ 15 ]                                       |
| 1988 | 香港浸會學院#  | 香港浸會學院# | 香港浸會學院# | 區議員應全部由選舉產生                                   |                                 | 沙田大會堂平台（複賽）                          | [ 16 ]                                       |
| 1989 | 香港大學       |               | 香港中文大學# | 兩個市政局予以合併                                       | 正方 劉焱                       | 維多利亞公園                                    | [ 17 ]                                       |
| 1990 | 香港理工學院   | 2:5           | 香港中文大學  | 支聯會應該解散                                           | 反方三副 蕭少滔                 |                                                 | （页面存档备份，存于）                       |
| 1991 | 香港大學       | 3:4           | 香港中文大學  | 香港機場管理局應有中方代表參與                           | 正方 劉偉聰                     | 維多利亞公園                                    | [ 19 ]                                       |
| 1992 | 香港理工學院   | 香港理工學院  | 香港理工學院  | 財政預算案必須量入為出                                   |                                 |                                                 |                                              |
| 1993 | 香港浸會學院   | 香港浸會學院  | 香港浸會學院  | 政府資助夾心階層置業利多於弊                             | 反方結辯 鍾學良                 | 沙田新城市廣場（準決賽）及 維多利亞公園（決賽） |                                              |
| 1994 | 香港浸會學院   | 香港浸會學院  | 香港浸會學院  | 議員薪金不應和首長級官員掛鉤                             | 反方結辯 鍾學良                 | 沙田新城市廣場（準決賽）及 維多利亞公園（決賽） |                                              |
| 1995 |                | 1:4           | 香港大學      | 大學校長應由全體師生普選產生                             |                                 |                                                 |                                              |
| 1996 | 香港中文大學   | 4:1           | 香港大學      | 杯葛臨時立法會絕不可取                                   | 正方結辯 鄧飛                   | 維多利亞公園                                    | （页面存档备份，存于）                       |
| 1997 | 香港大學       | 2:2           | 香港中文大學  | 臨時立法會審議新預算案多此一舉                           | 正方結辯 姚啟文                 | 銅鑼灣時代廣場                                  | （页面存档备份，存于）                       |
| 1998 | 香港大學       | 2:5           | 香港理工大學  | 現行母語教學政策效果適得其反                             |                                 |                                                 |                                              |
| 1999 | 香港中文大學   | 4:3           | 香港大學      | 此刻興建迪士尼主題公園 可有效振興經濟                    | 反方結辯 謝綺雯                 |                                                 | （页面存档备份，存于）                       |
| 2000 | 香港大學       |               | 香港浸會大學  | 大陸不可能對台動武                                       | 反方結辯 何錦驊                 |                                                 | （页面存档备份，存于）                       |
| 2001 | 香港教育學院 # | 0:5           | 香港中文大學  | 取締本地法輪功組織不符香港利益                           | 反方結辯 馮泰然                 | 尖沙咀海港城                                    | （页面存档备份，存于）                       |
| 2002 | 香港城市大學#  | 5:0           | 香港中文大學  | 本港大學實在太多                                         | 正方一副 李建安                 |                                                 | （页面存档备份，存于）                       |
| 2003 | 香港浸會大學   | 2:3           | 香港科技大學  | 政制改革刻不容緩                                         | 反方二副 盧宇晴                 |                                                 | （页面存档备份，存于）                       |
| 2004 | 香港科技大學   | 2:3           | 香港樹仁學院# | 公屋「租金佔入息比例中位數」 條例應該廢除                | 反方結辯 林偉豪 正方結辯 蔡易霖 | 維多利亞公園                                    | （页面存档备份，存于）                       |
| 2005 | 嶺南大學       | 2:3           | 香港浸會大學  | 人大釋法有助落實一國兩制                                 | 反方結辯 余銘熙                 | 維多利亞公園                                    | （页面存档备份，存于）                       |
| 2006 | 香港浸會大學   | 2:3           | 嶺南大學#     | 香港應全面推行五天工作制                                 | 正方結辯 何冠霖                 | 維多利亞公園                                    | （页面存档备份，存于）                       |
| 2007 | 香港浸會大學   | 0:5           | 香港中文大學  | 回歸十年，香港更好                                       | 反方二副 陳正犖                 | 尖沙咀文化中心露天廣場                          | （页面存档备份，存于）                       |
| 2008 | 香港中文大學   | 1:4           | 香港浸會大學  | 中國舉辦奧運得不償失                                     | 反方結辯 朱智安                 | 尖沙咀文化中心露天廣場                          | （页面存档备份，存于）                       |
| 2009 | 香港浸會大學   | 1:4           | 香港教育學院# | 消費主義對世界發展利多於弊                               | 反方結辯 林景佳                 | 沙田大會堂露天廣場                              | （页面存档备份，存于）                       |
| 2010 | 嶺南大學       | 1:4           | 香港科技大學  | 香港「八十後」上位難                                     | 反方一副 曾梓銘                 | 沙田大會堂露天廣場                              | （页面存档备份，存于）                       |
| 2011 | 香港浸會大學   | 0:5           | 香港科技大學  | 香港社會不滿接近臨界點                                   | 反方一副 陳允健                 | 尖沙咀文化中心露天廣場                          | （页面存档备份，存于）                       |
| 2012 | 香港浸會大學   | 2:3           | 香港理工大學  | 「 自由行 」對香港利多於弊                               | 反方二副 鄧可立                 | 尖沙咀文化中心露天廣場                          | （页面存档备份，存于）                       |
| 2013 | 香港教育學院   | 0:5           | 香港中文大學  | 香港房屋政策失敗                                         | 反方結辯 羅霜寧                 | 尖沙咀文化中心露天廣場                          | （页面存档备份，存于）                       |
| 2014 | 香港科技大學   | 0:5           | 香港樹仁大學  | 政府盲目覓地建屋                                         | 反方二副 許嘉勤                 | 尖沙咀文化中心露天廣場                          | （页面存档备份，存于）                       |
| 2015 | 嶺南大學       | 1:4           | 香港理工大學  | 香港本土意識提升有利社會發展                             | 反方一副 譚潔瑩                 | 維多利亞公園                                    | （页面存档备份，存于）                       |
| 2016 | 香港科技大學   | 1:4           | 嶺南大學      | 香港應推行全民退休保障                                   | 反方一副 黃舒雯                 | 尖沙咀文化中心露天廣場                          | （页面存档备份，存于）                       |
| 2017 | 香港浸會大學   | 1:4           | 香港大學      | 來屆政府應重啟政改                                       | 正方一副 朱偉東                 | 中環愛丁堡廣場                                  | （页面存档备份，存于）                       |
| 2018 | 香港大學       | 3:2           | 香港教育大學  | 社交媒體較傳統媒體更具影響力                             | 正方結辯 梁芷萁                 | 香港電台廣播大廈 一號錄音室                     | （页面存档备份，存于）（页面存档备份，存于） |
| 2019 | 香港教育大學   | 1:4           | 嶺南大學      | MeToo運動對推動社會公義利多於弊                          | 反方結辯 麥華麒                 | 香港電台廣播大廈 一號錄音室                     | （页面存档备份，存于）                       |
| 2020 | N/A            | N/A           | N/A           | 該屆決賽及準決賽取消                                     | N/A                             | N/A                                             |                                              |
| 2021 | 香港城市大學   | 0:5           | 香港大學      | 世界貿易組織應暫時豁免新型冠狀病毒疫苗專利               | 反方結辯 鄧沛羲                 | 香港電台廣播大廈 一號錄音室                     | （页面存档备份，存于）                       |
| 2022 | 香港教育大學   | 1:3 ，一票和  | 嶺南大學      | 戰爭在人類發展中是不可避免的                             | 反方二副 林毓燊                 | 嶺南大學李運強教學大樓 MBG06室                  | （页面存档备份，存于）                       |
| 2023 | 香港城市大學   | 3:2           | 香港大學      | 甲：個人的命運是由個人掌控 / 乙：個人的命運是由社會掌控  | 甲方二副 丘嘉蕊                 | 香港大學黃麗松講堂                              |                                              |
| 2024 | 香港浸會大學   | 5:0           | 香港理工大學  | 香港公共服務收費應設立「可收回成本比例」作為指標調整收費 | 正方一副 陳灝琳                 | 香港青年協會賽馬會Media 21媒體空間              |                                              |

## 歷屆四強
由1997年起，大專辯論賽四強資料如下：
| 年份 | 冠軍                  | 亞軍         | 季軍                  | 季軍                  |
| ---- | --------------------- | ------------ | --------------------- | --------------------- |
| 1997 | 香港大學 香港中文大學 |              | 香港浸會大學          | 香港理工大學          |
| 1998 | 香港理工大學          | 香港大學     | 香港浸會大學          | 香港中文大學          |
| 1999 | 香港中文大學          | 香港大學     | 香港浸會大學          | 嶺南大學              |
| 2000 | 香港大學              | 香港浸會大學 | 香港中文大學          | 香港城市大學          |
| 2001 | 香港中文大學          | 香港教育學院 | 香港樹仁學院          | 香港城市大學          |
| 2002 | 香港城市大學          | 香港中文大學 | 香港浸會大學          | 香港理工大學          |
| 2003 | 香港科技大學          | 香港浸會大學 | 香港城市大學          | 香港樹仁學院          |
| 2004 | 香港樹仁學院          | 香港科技大學 | 香港浸會大學          | 嶺南大學              |
| 2005 | 香港浸會大學          | 嶺南大學     | 香港科技大學          | 香港樹仁學院          |
| 2006 | 嶺南大學              | 香港浸會大學 | 香港樹仁學院          | 香港科技大學          |
| 2007 | 香港中文大學          | 香港浸會大學 | 香港大學              | 香港樹仁大學          |
| 2008 | 香港浸會大學          | 香港中文大學 | 香港大學              | 香港科技大學          |
| 2009 | 香港教育學院          | 香港浸會大學 | 香港大學              | 香港科技大學          |
| 2010 | 香港科技大學          | 嶺南大學     | 香港樹仁大學          | 香港大學              |
| 2011 | 香港科技大學          | 香港浸會大學 | 香港教育學院          | 香港理工大學          |
| 2012 | 香港理工大學          | 香港浸會大學 | 香港中文大學          | 香港教育學院          |
| 2013 | 香港中文大學          | 香港教育學院 | 香港城市大學          | 嶺南大學              |
| 2014 | 香港樹仁大學          | 香港科技大學 | 香港中文大學          | 香港浸會大學          |
| 2015 | 香港理工大學          | 嶺南大學     | 香港樹仁大學          | 香港科技大學          |
| 2016 | 嶺南大學              | 香港科技大學 | 香港理工大學          | 香港浸會大學          |
| 2017 | 香港大學              | 香港浸會大學 | 香港理工大學          | 香港中文大學          |
| 2018 | 香港大學              | 香港教育大學 | 香港城市大學          | 香港樹仁大學          |
| 2019 | 嶺南大學              | 香港教育大學 | 香港大學              | 香港樹仁大學          |
| 2020 | N/A                   | N/A          | 香港大學 香港教育大學 | 香港樹仁大學 嶺南大學 |
| 2021 | 香港大學              | 香港城市大學 | 嶺南大學              | 香港公開大學          |
| 2022 | 嶺南大學              | 香港教育大學 | 香港大學              | 香港城市大學          |
| 2023 | 香港城市大學          | 香港大學     | 香港理工大學          | 香港浸會大學          |
| 2024 | 香港浸會大學          | 香港理工大學 | 香港中文大學          | 香港科技大學          |

## 媒體轉播及贊助

現時決賽場地
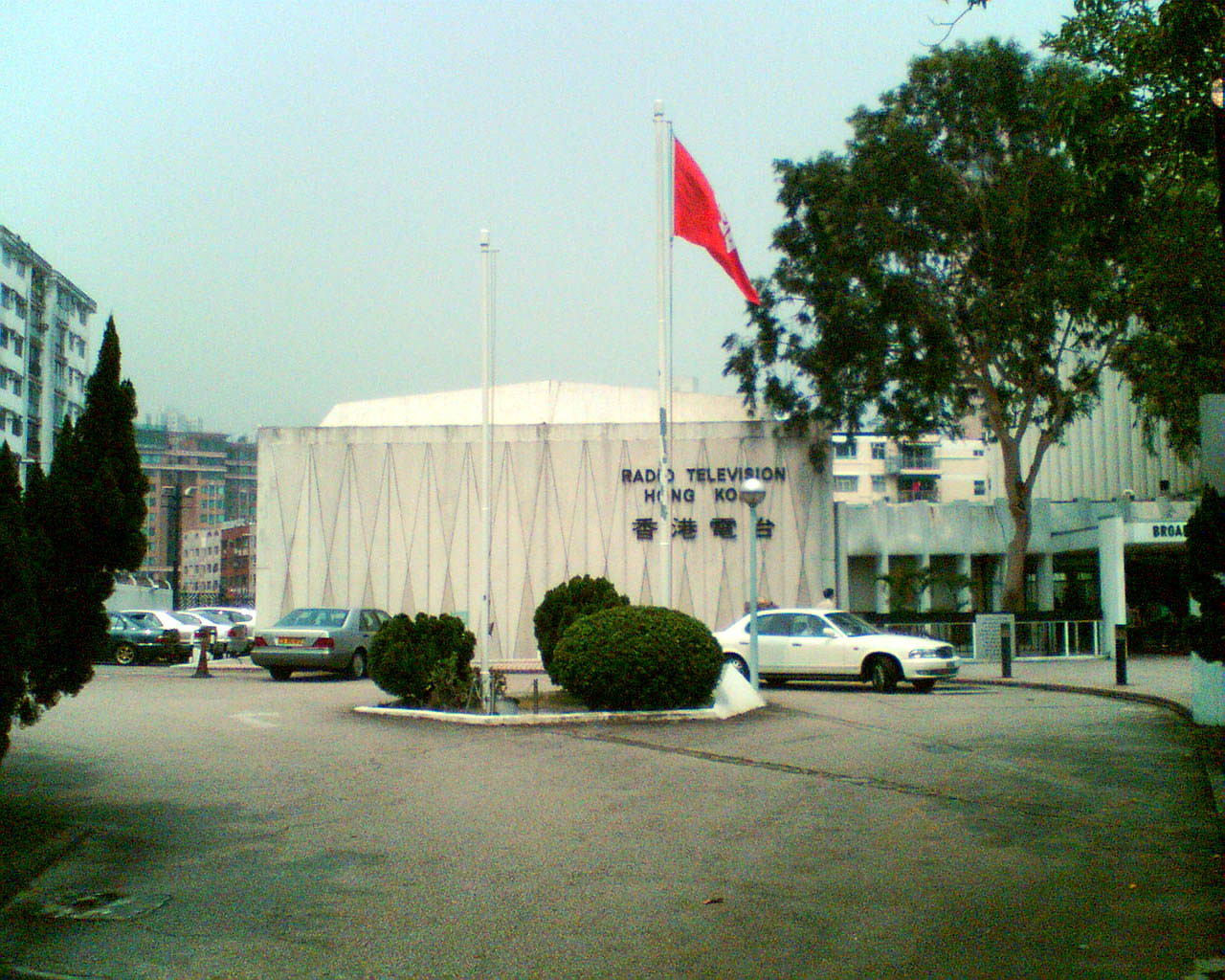
香港電台廣播大廈 一號錄音室

目前由大專辯論籌委會在其社交媒體專頁或YOUTUBE播放比賽。而在之前與香港電台合作時，淘汰階段賽事會由香港電台公共事務組製作並派出大會主持同時擔任各場主席。香港電台負責轉播淘汰階段包括兩場準決賽及決賽合共三場賽事。以近年為例，第一場準決賽會在比賽完結後，當晚九時至十時於香港電台第一台錄播，而第二場準決賽及決賽則會在比賽完結後一星期於同樣時間在香港電台第一台錄播。由2018年至2021年，港台電視32會同步現場直播大專辯論賽決賽。決賽當日港台電視32會在下午兩時半現場直播賽事，並於晚上十一時提供足本重播。而決賽場地亦由以往的公開進行改為移師到香港電台廣播大廈一號錄音室進行，為香港大專學界辯論比賽首次透過電視直播。
大專辯論賽早年曾接受商業贊助，包括九十年代初由白蘭氏贊助賽事並提供獎學金 。另外，恆生銀行亦曾於1995年至2008年期間，設立「大專辯論賽基金」贊助本項賽事。
自大專辯論賽2024年起，由救世有限公司贊助準決賽及決賽的經費。

過往決賽場地
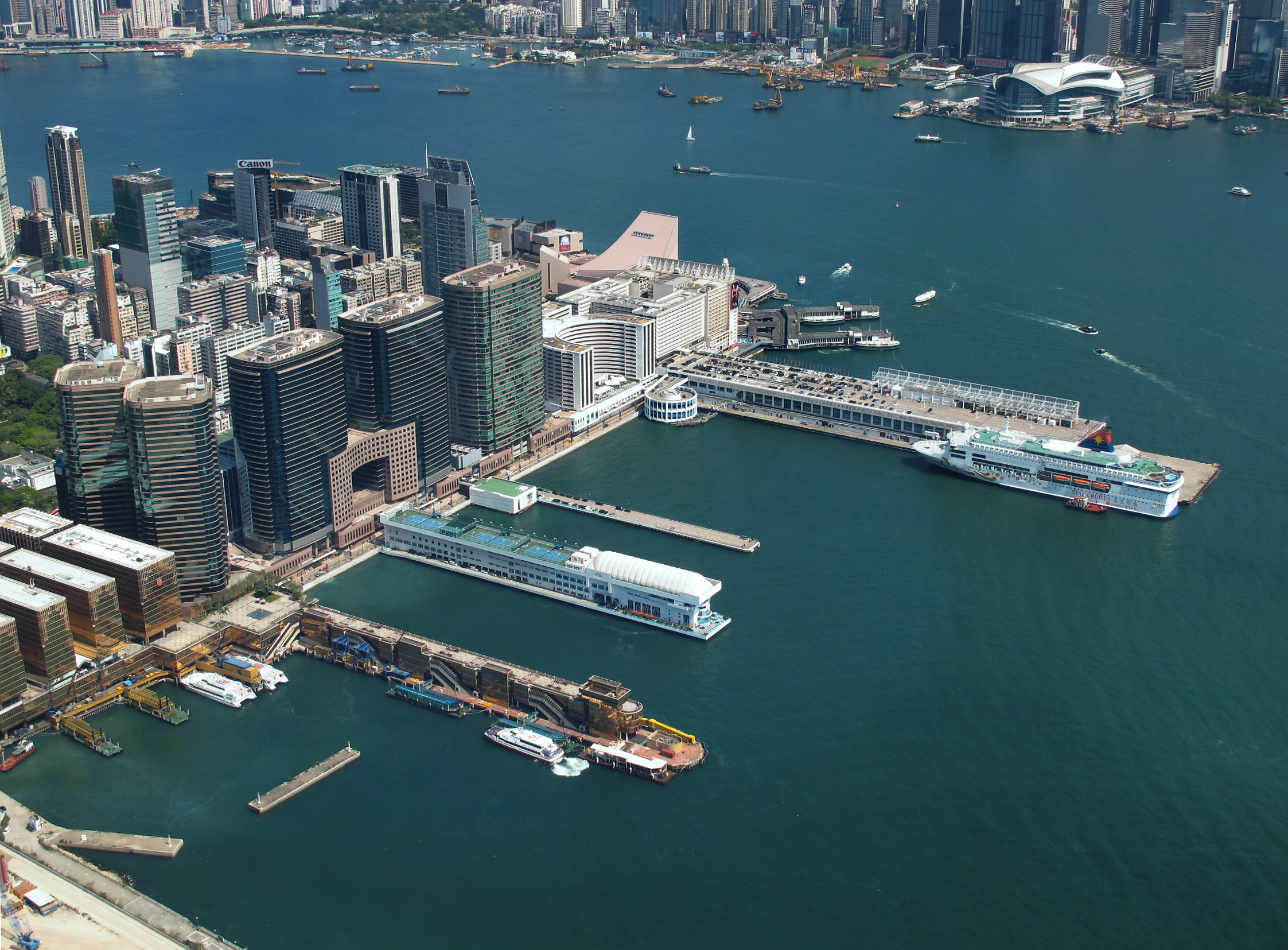
尖沙咀海港城
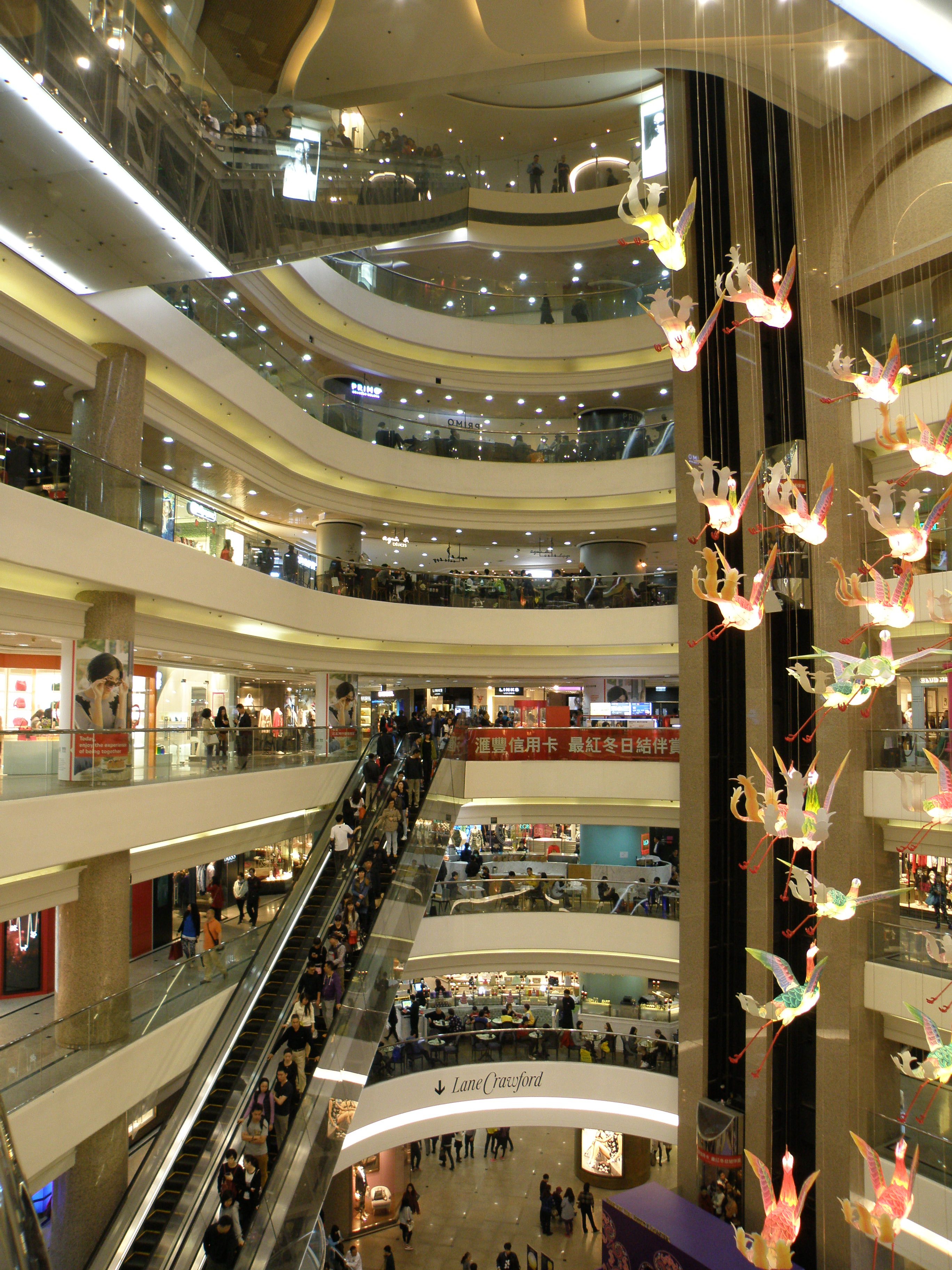
銅鑼灣 時代廣場
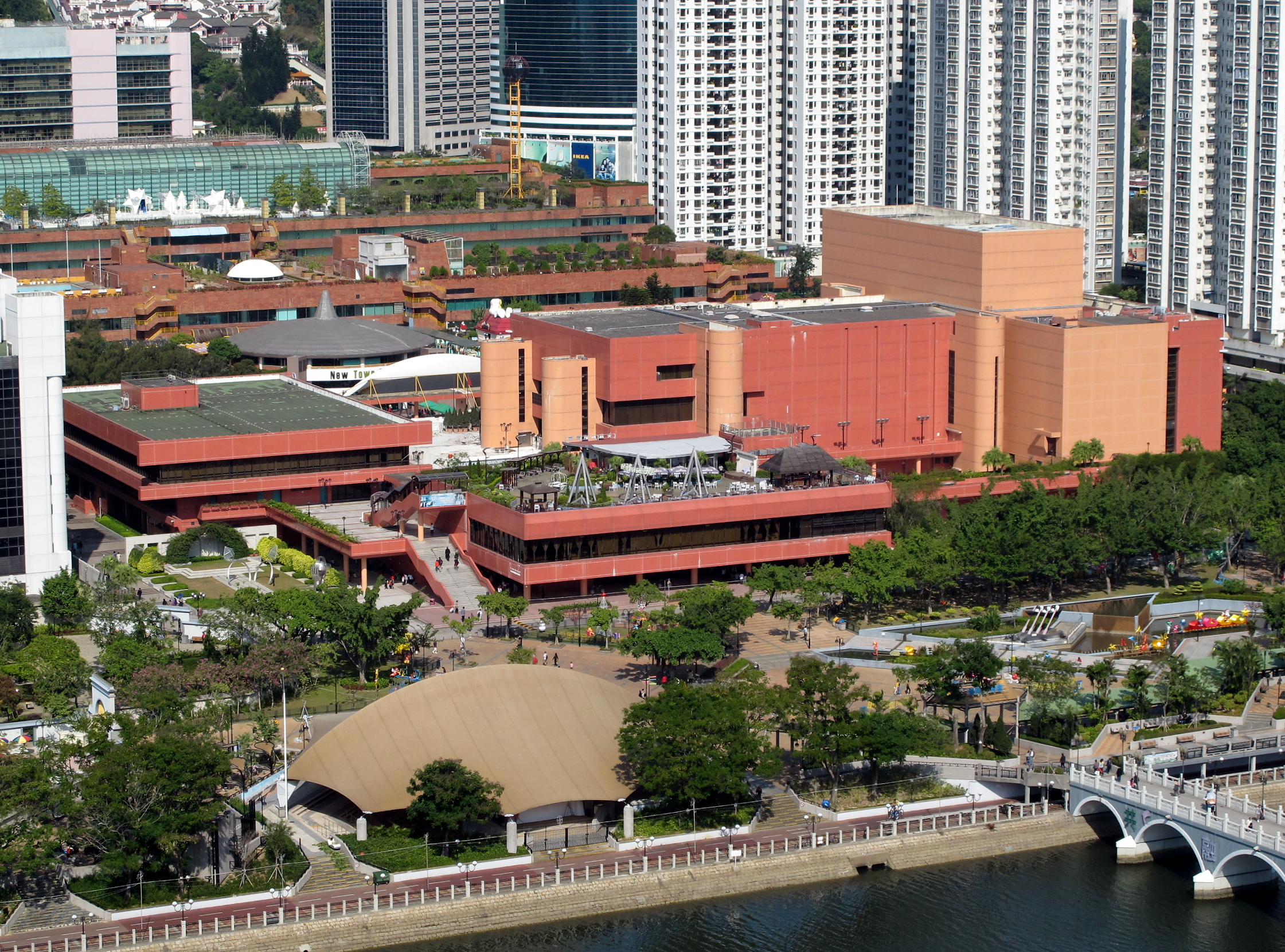
沙田大會堂露天廣場
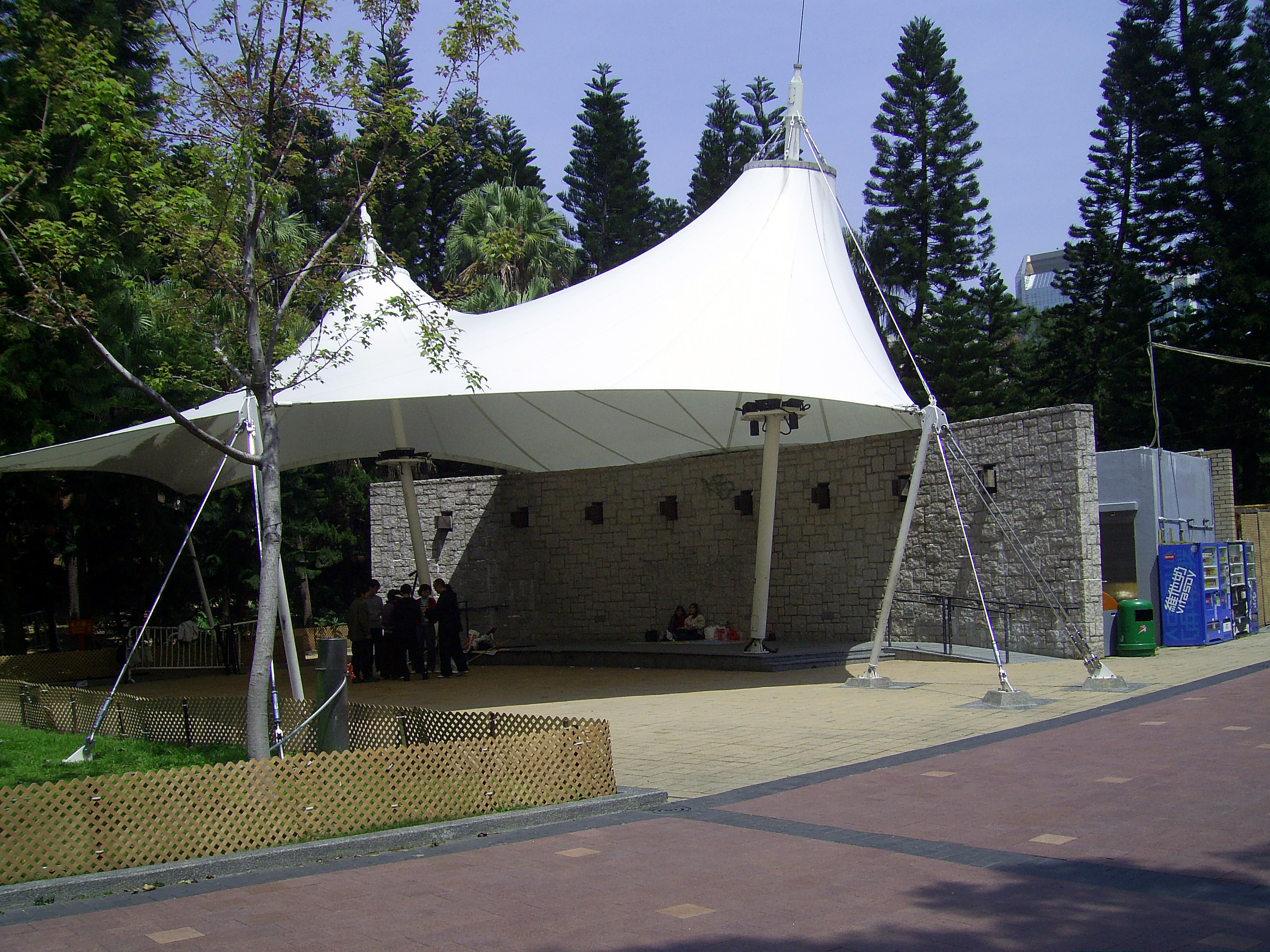
維多利亞公園音樂亭
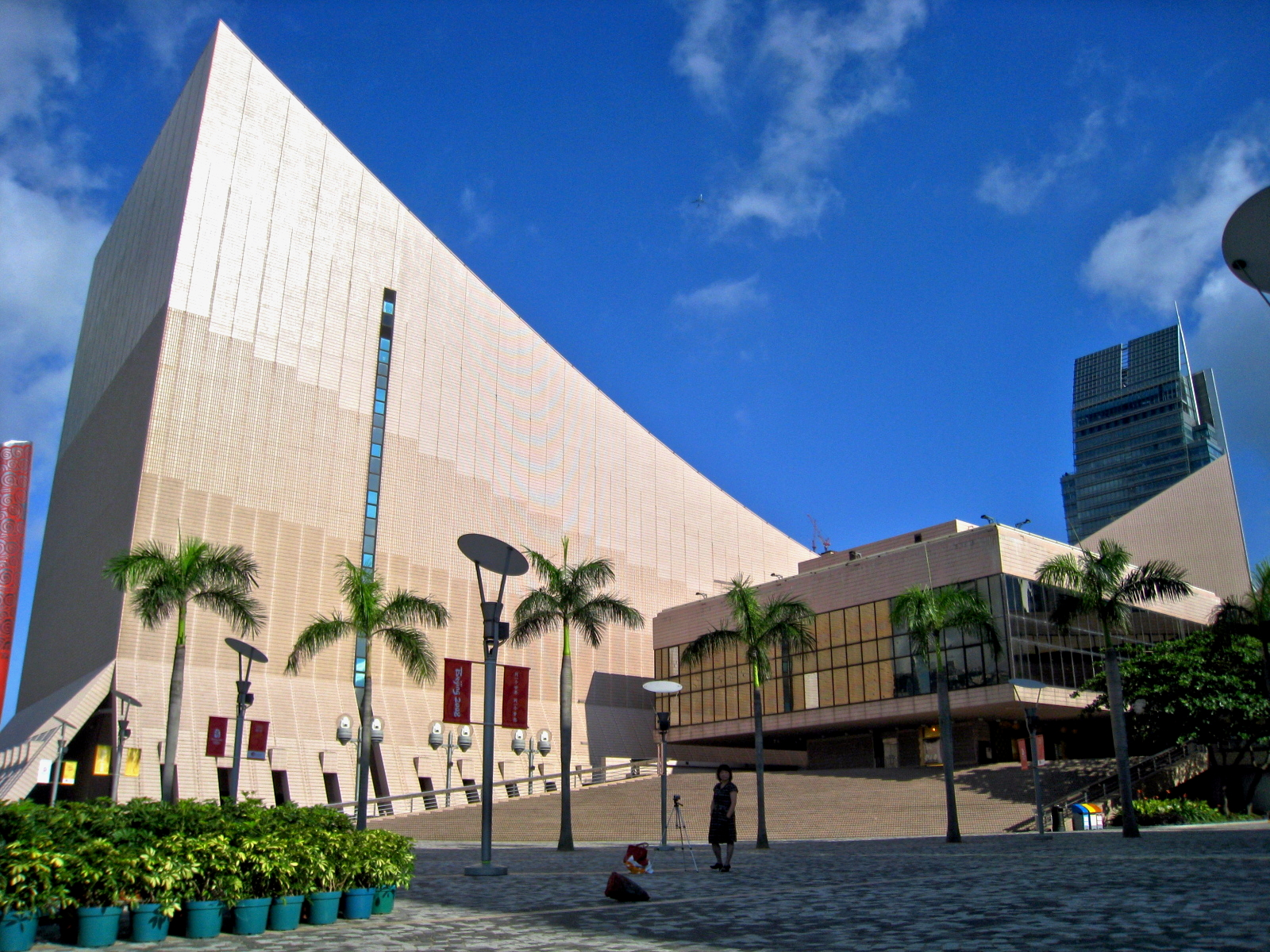
尖沙咀文化中心露天廣場
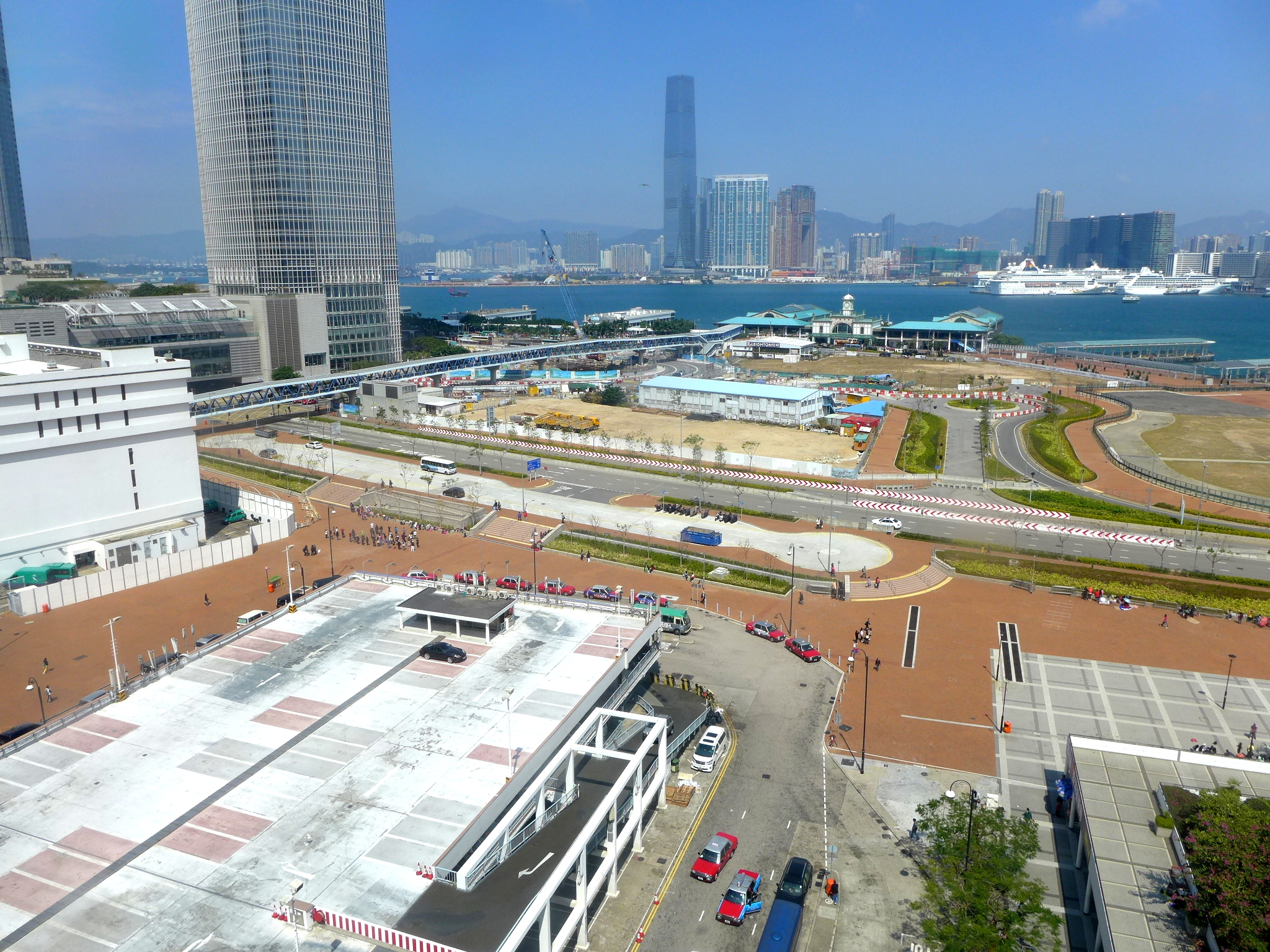
中環愛丁堡廣場

- 現時決賽場地
- 香港電台廣播大廈
一號錄音室